# John Patrick Shanley
John Patrick Shanley (ur. 3 października 1950 w Nowym Jorku) – amerykański dramaturg, scenarzysta i reżyser filmowy. Zdobywca Oscara.
Urodził się na Bronksie, studiował na Uniwersytecie Nowojorskim. Jako dramatopisarz debiutował na początku lat 80., w połowie tej dekady zaczął pisać na potrzeby filmu. Jeden z jego pierwszych scenariuszy, do filmu Wpływ księżyca z Cher, został w 1988 uhonorowany Oscarem. W 1990 nakręcił swój pierwszy film jako reżyser – Joe kontra wulkan komedię romantyczną z Meg Ryan i Tomem Hanksem. Inne stworzone przez niego scenariusze to m.in. Alive czy Kongo.
W 2008 zrealizował psychologiczny dramat Wątpliwość na podstawie własnej sztuki teatralnej, tekstu nagrodzonego Nagrodą Tony oraz Pulitzerem. Rozgrywający się w latach 60. obraz o molestowaniu dzieci przez duchownych zdobył kilka nominacji do Oscarów, w tym za scenariusz adaptowany.

## Filmografia (scenariusz)
- Wpływ księżyca (Moonstruck (1987)
- Five Corners (1987)
- Styczniowy człowiek (The January Man 1989)
- Joe kontra wulkan (Joe Versus the Volcano (1990, także reżyseria)
- Alive, dramat w Andach (Alive 1993)
- Kongo (Congo 1995)
- Na żywo z Bagdadu (Live From Baghdad 2002)
- The Waltz of the Tulips (2006)
- Wątpliwość (Doubt, 2008, także reżyseria)